# پرواز فضایی در ۲۰۲۲
این مقاله رویدادهای قابل‌توجه و مورد انتظار پروازهای فضایی در طول سال ۲۰۲۲ را مستند می‌کند. برای دومین سال متوالی، رکوردهای جدیدی برای بیشترین تلاش‌های پرتاب مداری و موفق‌ترین پرتاب‌های مداری در یک سال به ثبت رسید.

## بررسی اجمالی

### کاوش در منظومه شمسی
ناسا به مأموریت فضاپیمای جونو در مشتری ادامه می‌دهد، و پروازی در نزدیکی قمر اروپا برای ۲۹ سپتامبر ۲۰۲۲ تنظیم شده‌است.
آژانس فضایی اروپا در اکتشاف مریخ با روسکوسموس برای پرتاب مریخ‌نورد روزالیند فرانکلین با استفاده از فرودگر کازاچوک به عنوان بخشی از اگزومارس همکاری کرد. این پرتاب در مارس ۲۰۲۲ به دنبال حمله روسیه به اوکراین و تعلیق همکاری آژانس فضایی اروپا و روسکوسموس در اگزومارس، لغو شد.

### اکتشاف ماه
مدارگرد ماه کپستون از ناسا در ۲۸ ژوئن به فضا پرتاب شد. کپستون، نخستین پرواز سامانه پرتاب فضایی ناسا و نخستین مأموریت ماه برای فضاپیمای اوریون، قرار است تا ۲ سپتامبر ۲۰۲۲ پرواز کند.
ایالات متحده همچنین قصد دارد تعدادی فرودگر ماه و مریخ‌نورد تجاری را نیز پرتاب کند. به عنوان بخشی از برنامهٔ ناسا به نام «خدمات باربری تجاری ماه»، پرتاب فرودگر پره‌گرین متعلق به آستروبوتیک و فرودگر نووا-سی از اینتوئتیو مشینز برنامه‌ریزی شده‌است. روسیه قصد دارد برنامه اکتشاف لونا-گلوب خود را با فرودگر لونا-۲۵ از سر بگیرد. ژاپن قصد دارد فرودگر هوشمند برای بررسی ماه و فرودگر ماه اوموتناشی را به سوی ماه پرتاب کند.
نخستین مدارگرد ماه از کره جنوبی به نام دانوری بر روی یک موشک فالکون ۹ در ۴ اوت ۲۰۲۲ به فضا پرتاب شد. این مدارگرد ماه‌ها طول می‌کشد تا وارد مدار نهایی ماه شود.

### پرواز فضایی انسان
چین ساخت ایستگاه فضایی تیانگونگ را با افزودن ماژول‌های آزمایشگاهی ونتیان و منگتیان به پایان خواهد رساند. ونتیان با موفقیت پرتاب شد و در ۲۴ ژوئیه ۲۰۲۲ به ایستگاه فضایی لنگر انداخت، و منگتیان در اکتبر پرتاب خواهد شد.
شرکت بوئینگ در ۱۹ مهٔ ۲۰۲۲ دومین پرواز آزمایشی بدون خدمه خود را برای حدود شش روز (فرود در ۲۵ می ۲۰۲۲) با کپسول فضایی استارلاینر انجام داد. این پرواز آزمایشی موفقیت‌آمیز بود و راه را برای نخستین پرواز آزمایشی با خدمه در استارلاینر در سال ۲۰۲۲ باز کرد.

#### گردشگری فضایی
وسیلهٔ نقلیه نیوشپرد از بلو ارجین چهارمین پرواز فضایی زیرمداری خود را در ۳۱ مارس ۲۰۲۲ با ۶ مسافر انجام داد. نیوشپرد در ۴ ژوئن ۲۰۲۲ پنجمین پرواز فضایی زیرمداری خود را با ۶ مسافر انجام داد. در ۴ اوت ۲۰۲۲ نیوشپر ششمین پرواز فضایی زیرمداری خود را باری دیگر با ۶ مسافر انجام داد.
کپسول فضایی اسپیس‌اکس دراگن ۲ از اسپیس‌اکس توسط یک موشک در ۸ آوریل ۲۰۲۲ برای نخستین مأموریت گردشگران فضایی آمریکایی به ایستگاه فضایی بین‌المللی پرتاب شد. خدمهٔ مأموریتِ آکسیوم اسپیس شامل یک فضانورد حرفه‌ای (فرماندهٔ وسیلهٔ نقلیه فضایی) و سه گردشگر بود. این مأموریت که با نام مأموریت آکسیوم ۱ شناخته می‌شود، کمی بیش از ۱۷ روز به طول انجامید و نخستین مأموریت خدمهٔ کاملاً تجاری به ایستگاه فضایی بین‌المللی بود.

### نوآوری موشکی
انتظار می‌رفت آریان ۶ از آریان‌اسپیس نخستین پرواز خود را با تأخیر طولانی انجام دهد، و هزینهٔ پرتاب هر ماهواره را مشابه یک فالکون ۹ داشته باشد، اما این امر تا سال ۲۰۲۳ به تعویق افتاد.
پس از آزمایش‌های زیرمداری در سال‌های ۲۰۲۰ و ۲۰۲۱، اسپیس‌اکس قصد دارد نخستین پرواز آزمایشی مداری پرتابگر استارشیپ را انجام دهد.
سیستم پرتاب فضایی ناسا که برای بازگرداندن انسان به ماه در ماموریت‌های آرتمیس طراحی شده‌است، یک پرواز آزمایشی خواهد داشت.
نخستین پرواز ولکان سنتاور برای سال ۲۰۲۲ برنامه‌ریزی شده‌است. وسیله نقلیه پرتاب توسط ائتلاف پرتاب و راه‌اندازی طراحی شده‌است تا به تدریج با هزینهٔ کمتر جایگزین اتلس ۵ و دلتا ۴ شود.
خودروی پرتاب اچ ۳ از صنایع سنگین میتسوبیشی که قرار است در سال ۲۰۲۲ وارد خدمت شود، کمتر از نصف مدل قبلی خود اچ-۲ اِی قیمت خواهد داشت.
«اتلس ۵ ۵۱۱» در ۲۱ ژانویه ۲۰۲۲ برای نخستین بار عرضه شد. این تنها پرواز برنامه‌ریزی‌شده اتلس ۵ در پیکربندی ۵۱۱ بود. این پرتاب موفقیت‌آمیز بود.
در ۲۹ مارس ۲۰۲۲، موشک لانگ مارش ۶اِی نخستین پرتاب خود را انجام داد و با موفقیت به مدار رسید.
در ۲۹ آوریل ۲۰۲۲، موشک آنگارا ۱٫۲ نخستین پرتاب خود را انجام داد و با موفقیت به مدار رسید.
در ۲ مه ۲۰۲۲، راکت لب نخستین مرحله از موشک الکترون خود را با هلیکوپتر میان‌هوا راه‌اندازی کرد. تلاش برای گرفتن موشک در ابتدا موفقیت‌آمیز بود، اما خودرو به منظور اطمینان از ایمنی هلیکوپتر و خلبان آن رها شد.
در ۱۳ ژوئیه ۲۰۲۲، وگا-سی نخستین پرواز خود را انجام داد که طی آن لارس ۲ و شش ماهواره دیگر را از گویان فرانسه را به مدار تحویل داد.
در ۲۷ ژوئیه ۲۰۲۲، موشک زی‌کی-۱اِی از ک.ا. س اسپیس نخستین پرتاب خود را انجام داد و شش ماهواره را با موفقیت به مدار فرستاد.
در ۷ اوت ۲۰۲۲، اس‌اس‌ال‌وی نخستین پرواز خود را داشت. با این حال، به دلیل شکست نهایی مرحله وی‌تی‌ام، و همچنین وجود دو محموله ماهواره‌ای به مدار بیضوی ناپایدار به اندازه ۳۵۶ در ۷۶ کیلومتر، متعاقباً پس از ورود مجدد نابود شد. به گفته سازمان پژوهش‌های فضایی هند، نرم‌افزار مأموریت در شناسایی و تصحیح عیب سنسور در مرحله وی‌تی‌ام شکست خورد.

### پیامدهای حمله روسیه به اوکراین در سال ۲۰۲۲
پس از حمله روسیه به اوکراین در ۲۴ فوریه ۲۰۲۲، تعداد زیادی از کشورها تحریم‌های بین‌المللی بیشتری را علیه افراد، مشاغل و مقامات روسیه، کریمه و بلاروس اعمال کردند. روسیه با تحریم تعدادی از کشورها پاسخ داد. این منجر به تنش بین آژانس فضایی روسیه و شرکای آن شد.
- برنامه سایوز در مرکز فضایی گویانا به حالت تعلیق درآمد.[۲۵]
- چندین پرتاب سایوز از پایگاه فضایی بایکونور لغو شده‌است. در مجموع، شش راه‌اندازی برنامه‌ریزی شده برای وان‌وب لغو شدند.[۲۶] آژانس فضایی روسیه پرچم آمریکا و ژاپن را از موشک سایوز حذف کرد.[۲۷]
- اسکات کلی، فضانورد سابق ناسا، در ۸ مارس اعلام کرد که مدال پرواز فضایی خود از روسیه را پس خواهد داد.[۲۸]
- مأموریت مشترک بین آژانس فضایی اروپا/روسکوسموس/اگزومارس برای پرتاب مریخ‌نورد روزالیند فرانکلین با استفاده از فرودگر کازاچوک به مریخ به حالت تعلیق درآمد و پرتاب در مارس ۲۰۲۲ لغو شد.[۴]
- ای‌روزیتا از کشور آلمان، مأموریت مشترک تلسکوپ فضایی آلمان و روسیه اسپکتر-آرجی در ۲۶ فوریه ۲۰۲۲ به حالت تعلیق درآمد.
- روسیه اعلام کرد که تحویل موتورهای موشکی به ایالات متحده را متوقف می‌کند و همچنین پشتیبانی (تعمیر و نگهداری و غیره) موتورهای موجود در ایالات متحده را متوقف می‌کند.

## پرتاب‌های مداری و زیرمداری
| ماه     | موفقیت‌آمیز | شکست‌خورده |
| ------- | ---------- | --------- |
| ژانویه  | ۸          | ۰         |
| فوریه   | ۱۲         | ۱         |
| مارس    | ۱۲         | ۰         |
| آوریل   | ۱۴         | ۰         |
| می      | ۱۱         | ۱         |
| ژوئن    | ۱۵         | ۱         |
| ژوئیه   | ۱۶         | ۰         |
| اوت     | ۱۷         | ۱         |
| سپتامبر | ۱۶         | ۰         |
| اکتبر   | ۲۱         | ۱         |
| نوامبر  | ۲۰         | ۰         |
| دسامبر  | ۱۶         | ۲         |
| مجموع   | ۱۷۸        | ۷         |

## میعادگاه در اعماق فضا
| تاریخ      | فضاپیما                | رویداد                                | توضیحات |
| ---------- | ---------------------- | ------------------------------------- | --- |
| ۲۳ ژوئن    | بپی‌کلمبو               | دومین کمک گرانشیدر عطارد              | |
| ۳ سپتامبر  | مدارگرد خورشیدی        | سومین کمک گرانشی در زهره              | این نخستین پرواز در مدار زهره خواهد بود که انحراف مداری مدارگرد خورشیدی را نسبت به خورشید افزایش می‌دهد.                       |
| ۲۹ سپتامبر | جونو                   | چهل‌و پنجمین پریجوو                    | در این پریجوو، جونو از اروپا پرواز خواهد کرد. تناوب مداری به دور مشتری به ۳۸ روز کاهش یافت.                                   |
| ۲ اکتبر    | تغییر جهت سیارک دوگانه | برخورد در دیمورفوس، قمر کوچک ریزسیاره | دارت به صورت جنبشی بر دیمورفوس، قمر ریزسیاره از سیارک ۶۵۸۰۳ تأثیر می‌گذارد. علاوه بر آن قرار است پروازی روی دیدیموس انجام شود. |
| ۲ اکتبر    | لیچیاکیوب              | پرواز در کنار سیارک‌ها                 | لیچیاکیوب در کنار سیستم سیارکی دوتایی سیارک ۶۵۸۰۳ در ارتفاع ۵۵ کیلومتر (۳۴ مایل) پرواز خواهد کرد.                             |
| ۱۶ اکتبر   | لوسی                   | اولین کمک گرانشی در زمین              | ارتفاع هدف: ۳۰۰ کیلومتر (۱۹۰ مایل).                                                                                           |
| ۱۴ نوامبر  | کپستون                 | درج مداری ماه                         | نخستین مأموریت با استفاده از یک مدار هاله‌ای نزدیک به مستطیل‌شکل به دور ماه                                                     |
| ۱۶ دسامبر  | دانوری                 | درج مداری ماه                         | |

## آمار پرتاب‌های مداری

### بر پایهٔ کشور
برای اهداف این بخش، آمار سالانه پرتاب‌های مداری بر پایهٔ کشور، هر پرواز را به کشور مبدأ پرتاب‌کننده اختصاص می‌دهد، نه به ارائه‌دهندهٔ خدمات پرتاب یا فرودگاه فضایی. به عنوان مثال، پرتاب‌های سایوز توسط آریان اسپیس در کورو تحت روسیه حساب می‌شوند زیرا سایوز-۲ یک پرتاب‌کنندهٔ روسی است.
| کشور | کشور                | پرتاب‌ها | موفقیت‌ها | شکست‌ها | شکست‌های جزئی | توضیحات |
| ---- | ------------------- | ------- | -------- | ------ | ------------ | ------- |
|      | چین                 | ۶۴      | ۶۲       | ۲      | ۰            |         |
|      | اروپا               | ۵       | ۴        | ۰      | ۰            |         |
|      | هند                 | ۵       | ۴        | ۱      | ۰            |         |
|      | ایران               | ۱       | ۱        | ۰      | ۰            |         |
|      | ژاپن                | ۱       | ۰        | ۰      | ۰            |         |
|      | روسیه               | ۲۲      | ۲۲       | ۰      | ۰            |         |
|      | کره جنوبی           | ۱       | ۱        | ۰      | ۰            |         |
|      | ایالات متحده آمریکا | ۸۷      | ۸۴       | ۲      | ۰            |         |
| جهان | جهان                | ۱۸۶     | ۱۷۸      | ۷      | ۱            |         |

### بر پایهٔ موشک
- آریان ۵
- راکت ۳
- اتلس ۵
- الکترون
- فالکون ۹ جدید
- فالکون ۹ قدیمی
- فالکون هوی
- اچ-آی‌آی‌ای
- اچ۳
- لانگ مارش ۲
- لانگ مارش ۳
- لانگ مارش ۴
- لانگ مارش ۵
- لانگ مارش ۶
- لانگ مارش ۷
- لانگ مارش ۸
- لانگ مارش ۱۱
- سویوز ۲
- سویوز ۲-۱وی
- سویوز-اس‌تی
- پی‌اس‌ال‌وی
- جی‌اس‌ال‌وی
- جی‌اس‌ال‌وی مارک ۳
- اس‌اس‌ال‌وی
- وگا سی
- کوایژو ۱اِی
- لانچروان
- سایر

#### بر پایهٔ خانواده
| خانواده   | کشور                | پرتاب‌ها | موفقیت‌ها | شکست‌ها | شکست‌های جزئی | ملاحظات     |
| --------- | ------------------- | ------- | -------- | ------ | ------------ | ----------- |
| آنگارا    | روسیه               | ۱       | ۱        | ۰      | ۰            |             |
| آنتارس    | ایالات متحده آمریکا | ۱       | ۱        | ۰      | ۰            |             |
| آریان     | اروپا               | ۱       | ۱        | ۰      | ۰            |             |
| آسترا     | ایالات متحده آمریکا | ۳       | ۱        | ۲      | ۰            |             |
| اتلس      | ایالات متحده آمریکا | ۵       | ۵        | ۰      | ۰            |             |
| سرس       | چین                 | ۱       | ۱        | ۰      | ۰            |             |
| الکترون   | ایالات متحده آمریکا | ۶       | ۶        | ۰      | ۰            |             |
| فالکون    | ایالات متحده آمریکا | ۳۹      | ۳۹       | ۰      | ۰            |             |
| هایپربولا | چین                 | ۱       | ۰        | ۱      | ۰            |             |
| کوایژو    | چین                 | ۲       | ۲        | ۰      | ۰            |             |
| لانچروان  | ایالات متحده آمریکا | ۲       | ۲        | ۰      | ۰            |             |
| لانگ مارش | چین                 | ۲۹      | ۲۹       | ۰      | ۰            |             |
| نوری      | کره جنوبی           | ۱       | ۱        | ۰      | ۰            |             |
| سفیر      | ایران               | ۱       | ۱        | ۰      | ۰            |             |
| آر-۷      | روسیه               | ۱۱      | ۱۱       | ۰      | ۰            |             |
| اس‌ال‌وی    | هند                 | ۳       | ۲        | ۱      | ۰            |             |
| وگا       | اروپا               | ۱       | ۱        | ۰      | ۰            |             |
| ژونگکه    | چین                 | ۱       | ۱        | ۰      | ۰            | اولین پرواز |

### بر پایهٔ پایگاه فضایی
- دریای چین شرقی
- جیوکوئان
- تای‌یوئان
- ون‌چانگ
- زیچانگ
- گویان
- ساتیش داوان
- سمنان
- شاهرود
- تانیگاشیما
- اوچینورا
- بایکونور
- ماهیا
- پلستسک
- وستوچنی
- نارو
- کیپ کاناورال
- کندی
- مارس
- موهاوی
- پی‌اس‌سی‌اِی
- وندنبرگ

| پایگاه فضایی   | کشور                | پرتاب‌ها | موفقیت‌ها | شکست‌ها | شکست‌های جزئی |
| -------------- | ------------------- | ------- | -------- | ------ | ------------ |
| بایکونور       | قزاقستان            | ۴       | ۴        | ۰      |              |
| کیپ کاناورال   | ایالات متحده آمریکا | ۲۵      | ۲۳       | ۲      | ۰            |
| دریای چین شرقی | چین                 | ۱       | ۱        | ۰      |              |
| جیوکوئان       | چین                 | ۱۴      | ۱۳       | ۱      | ۰            |
| کندی           | ایالات متحده آمریکا | ۱۲      | ۱۲       | ۰      | ۰            |
| گویان          | فرانسه              | ۳       | ۳        | ۰      | ۰            |
| ماهیا          | نیوزیلند            | ۶       | ۶        | ۰      |              |
| مارس           | ایالات متحده آمریکا | ۱       | ۱        | ۰      | ۰            |
| موهاوی         | ایالات متحده آمریکا | ۲       | ۲        | ۰      | ۰            |
| نارو           | کره جنوبی           | ۱       | ۱        | ۰      | ۰            |
| پی‌اس‌سی‌اِی       | ایالات متحده آمریکا | ۱       | ۱        | ۰      |              |
| پلستسک         | روسیه               | ۷       | ۷        | ۰      | ۰            |
| داوان          | هند                 | ۳       | ۲        | ۱      | ۰            |
| شاهرود         | ایران               | ۱       | ۱        | ۰      |              |
| تای‌یوئان       | چین                 | ۸       | ۸        | ۰      |              |
| وندنبرگ        | ایالات متحده آمریکا | ۹       | ۹        | ۰      |              |
| ون‌چانگ         | چین                 | ۳       | ۳        | ۰      |              |
| زیچانگ         | چین                 | ۸       | ۸        | ۰      | ۰            |
| مجموع          | مجموع               | ۱۰۹     | ۱۰۵      | ۴      | ۰            |

### بر پایهٔ مدار
- فرا اتمسفری
- مدار پایینی زمین
- مدار پایینی زمین (ISS)
- مدار پایینی زمین (CSS)
- مدار پایینی زمین (SSO)
- مدار پایینی زمین (polar)
- مدار میانی زمین
- مولنیا
- ژئوسنکرون
- شیب جی‌اِس‌او
- مدار دور از زمین
- انتقال قمری
- هلیوسنتریک

| مدار                                   | پرتاب‌ها | موفق | ناموفق | موفق به طور تصادفی | توضیحات                                                        |
| -------------------------------------- | ------- | ---- | ------ | ------------------ | -------------------------------------------------------------- |
| فرا اتمسفری                            | ۰       | ۰    | ۰      | ۱                  |                                                                |
| مدار پایینی زمین / مدار خورشیدآهنگ     | ۹۶      | ۹۲   | ۴      | ۰                  | شامل پروازهای ایستگاه فضایی بین‌المللی و ایستگاه فضایی تیانگونگ |
| مدار زمین‌آهنگ / مدار انتقالی زمین‌ایستا | ۹       | ۹    | ۰      | ۰                  |                                                                |
| مدار میانی زمین / مولنیا               | ۳       | ۳    | ۰      | ۰                  |                                                                |
| مدار دور از زمین / انتقال ماه          | ۱       | ۱    | ۰      | ۰                  |                                                                |
| مدار خورشید مرکزی / مدار هوهمان        | ۰       | ۰    | ۰      | ۰                  |                                                                |
| مجموع                                  | ۱۰۹     | ۱۰۵  | ۴      | ۱                  |                                                                |